# Lăki, Bulgaria
Lăki (în bulgară Лъки) este un oraș în comuna Lăki, regiunea Plovdiv,  Bulgaria. 

## Demografie
Componența etnică a orașului Lăki
     Bulgari (88,11%)
     Turci (1,12%)
     Nicio identificare (10,76%)
     Altele (0,51%)
La recensământul din 2011, populația orașului Lăki era de 2.128 locuitori. Din punct de vedere etnic, majoritatea locuitorilor (88,11%) erau bulgari, cu o minoritate de turci (1,12%). Pentru 10,76% din locuitori nu este cunoscută apartenența etnică.